# Nationaal park Kayan Mentarang
Nationaal park Kayan Mentarang is een nationaal park in Indonesië. Het ligt in de provincie Noord-Kalimantan op het eiland Borneo.